# 五叶绵果悬钩子
五叶绵果悬钩子（学名：Rubus lasiostylus var. dizygos）为蔷薇科悬钩子属下的一个变种。

## 扩展阅读
- 維基物種上的相關：五叶绵果悬钩子